# Periodo di Gemdet Nasr
Il Periodo di Gemdet Nasr (IV-III millennio a.C.) è una fase culturale del Vicino Oriente antico, sviluppatasi nella Mesopotamia meridionale (oggi Iraq) nel periodo fra il 3100 e il 2900 a.C. Assume questo nome dal sito archeologico di Gemdet Nasr, dove questa cultura ceramica venne identificata per la prima volta. La sua espansione geografica è limitata all'Iraq centro-meridionale. La cultura di Gemdet Nasr è un'evoluzione locale della precedente Cultura di Uruk e si protrasse al Periodo Protodinastico.

## Storia della ricerca
Nei primi anni del XX secolo, iniziarono ad apparire tavolette di argilla scritte in una variante arcaica della scrittura cuneiforme sumera. Una collezione di 36 tavolette fu comprata dagli archeologi tedeschi di Šuruppak (Tell Fara) nel 1903. Questi credettero che tali tavolette appartenessero al sito di Tell Gemdet Nasr, ma fu poi dimostrata la loro possibile provenienza dalla vicina Tell ‘Uqayr. Tavolette simili furono offerte da un mercante francese nel 1915 e fu stabilito che provenissero da Tell Gemdet Nasr. Nel 1925, altre tavolette della medesima cultura, oltre a splendide ceramiche, furono mostrate dagli arabi locali all'assiriologo Stephen Herbert Langdon, allora direttore degli scavi a Tell al-Uhaymir. Gli arabi dissero a Langdon che i ritrovamenti provenivano da Gemdet Nasr, un sito a circa 26 chilometri a nordest di Tell al-Uhaymir. Langdon ne fu affascinato, così visitò il sito e iniziò gli scavi nel 1926. Scoprì un grande edificio di mattoni di fango, contenente altra ceramica e una collezione di 150-180 tavolette redatte in scrittura protocuneiforme.
La rilevanza delle scoperte fu immediatamente percepita e la cultura di Gemdet Nasr (chiamata così dal sito omonimo) fu ufficialmente riconosciuta a una conferenza a Baghdad nel 1930, durante la quale furono riconosciute anche le culture Uruk e Ubaid. È stato successivamente dimostrato che alcuni materiali ritenuti esclusivi della cultura di Gemdet Nasr erano in uso anche nel corso del precedente periodo di Uruk e del più tardo Periodo proto-dinastico. Ciononostante, è generalmente accettata l'idea che la cultura di Gemdet Nasr differisca dalle altre sia per quanto riguarda i materiali che per le sue caratteristiche socio-culturali, rendendola una cultura a sé stante. Fin dai primi scavi nel sito di Tell Gemdet Nasr, la cultura è stata riscontrata in numerosi altri siti sparsi per l'area centro meridionale dell'Iraq, tra i quali Abu Salabikh, Šuruppak, Khafajah, Nippur, Tell ‘Uqayr, Ur e Uruk.

## Datazione
La letteratura scientifica più datata collocava il periodo di Gemdet Nasr tra il 3200 e il 3000 a.C. Successivamente, è stata stabilita la corretta datazione fra il 3100 e il 2900 a.C., basandosi sul metodo del carbonio-14. Il periodo di Gemdet Nasr è contemporaneo al quinto periodo di Ninive ("Ninivita 5") nella Mesopotamia settentrionale e al periodo proto-elamita nell'Altopiano iranico, e condivide con essi alcune caratteristiche, come la nascente differenziazione delle classi sociali.
| Schema cronologico della rivoluzione urbana |                                       |                                                   |                                                           |                           |                                               |
| 3500                                        | Bassa Mesopotamia                     | Alta Mesopotamia                                  | Iran occidentale                                          | Siria                     | Anatolia orientale                            |
| 3200                                        | antico Uruk 14-9 Eridu 5-4            | Gawra 11-10                                       | Khuzistan: Susa B Zagros: Godin 7 Fars: antico Banesh     | Amuq F Hama K             | Malatya 7                                     |
| 3000                                        | tardo Uruk 8-4 Eridu 3-2 Nippur 16-15 | Gawra 9 Ninive 4 Tell Brak ("tempio dell'occhio") | Khuzistan: tipo Uruk Zagros: Godin 5-6 Fars: medio Banesh | Habuba Kebira Gebel Aruda | Malatya 6A Hassek Kurban Hüyük 6 Mersin 14-13 |
| 2900                                        | Gemdet Nasr Uruk 3 Nippur 14-12       | Gawra 8 Ninive 5                                  | Khuzistan: Susa C Zagros: Godin 4 Fars: tardo Banesh      | Amuq G Hama K             | Malatya 6B Kurban Hüyük 5 Mersin 12           |

## Caratteristiche

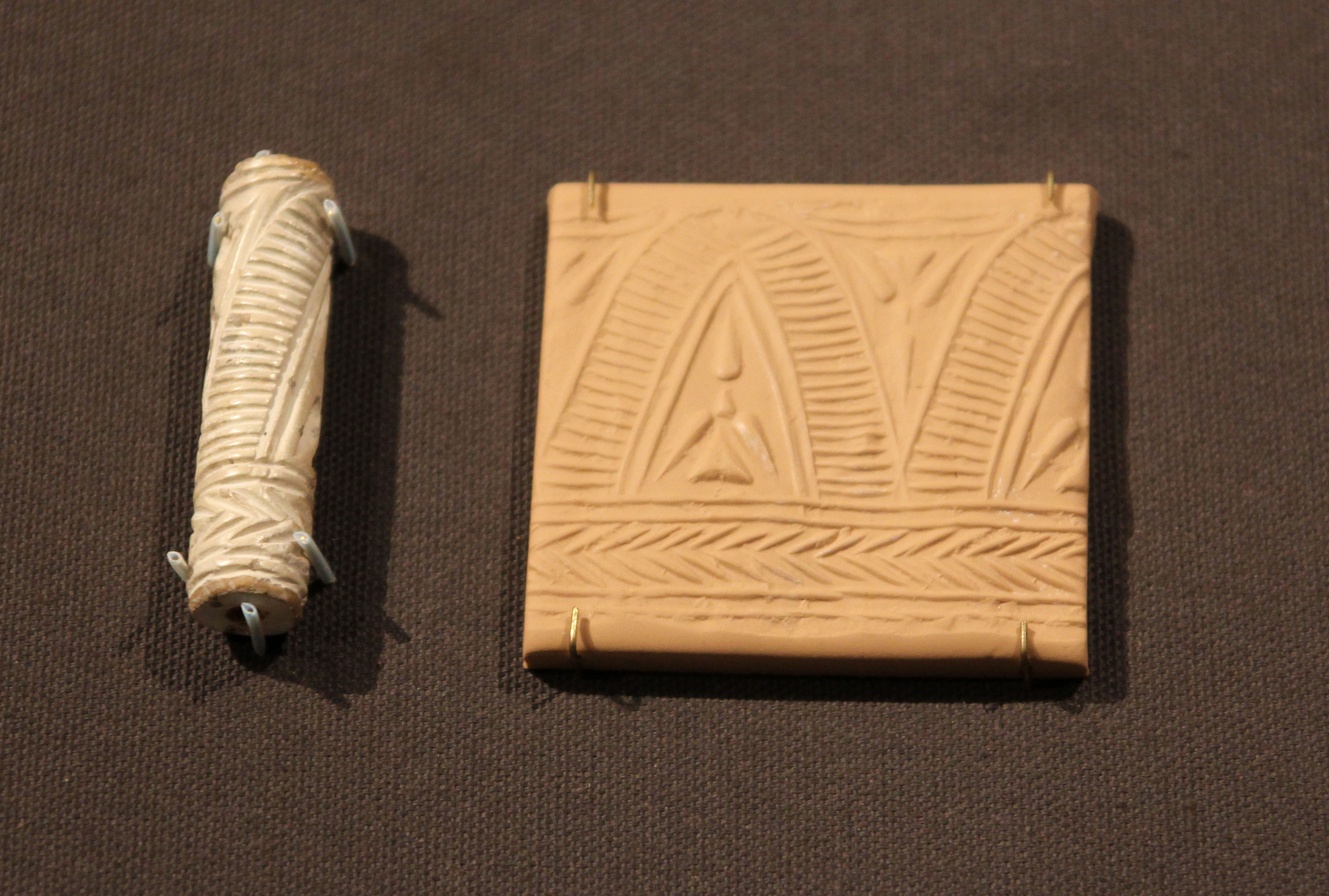
Sigillo cilindrico della cultura di Gemdet Nasr (trovato a Tell Khafajah, Iraq.)

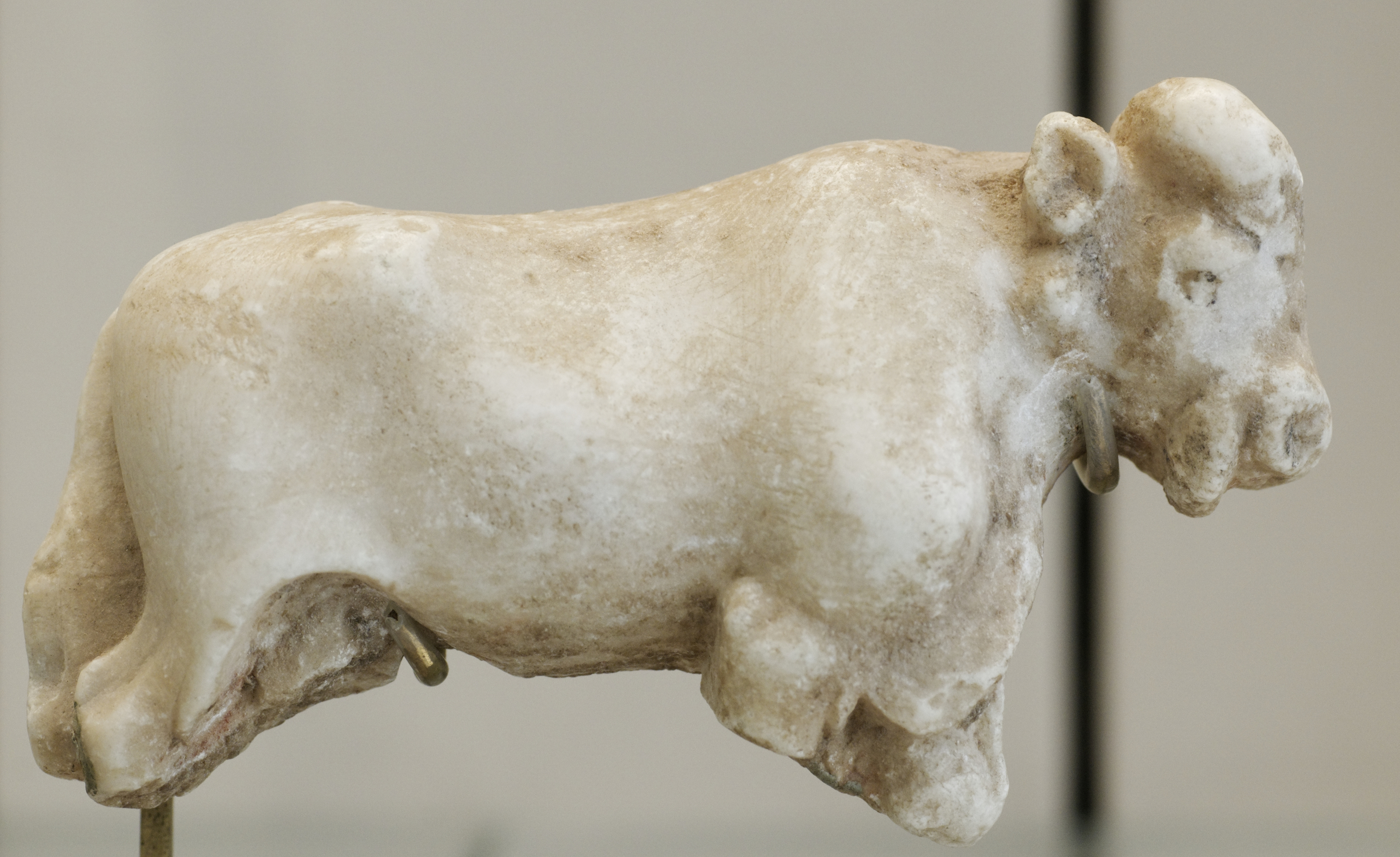
Statua di calcare raffigurante un toro (trovato a Uruk, Iraq.)

La caratteristica principale della cultura di Gemdet Nasr fu la distintiva produzione di ceramiche monocromatiche e policromatiche. I disegni sono sia a motivi geometrici sia figurativi, rappresentando alberi e animali come uccelli, pesci, capre, scorpioni e serpenti. Nonostante questo, la ceramica dipinta è solo una minima parte e nei vari siti in cui è stata rinvenuta sembra fosse associata a individui o attività di status elevato. Nel sito di Gemdet Nasr, le ceramiche dipinte furono trovate esclusivamente nel grande palazzo al centro del villaggio, che si pensa svolgesse un ruolo fondamentale nell'amministrazione dell'attività economica. Le ceramiche della cultura di Gemdet Nasr vennero trovate in contesti simili a Tell Fara e Tell Gubba, ambedue sulle montagne Hamrin.
Oltre che per le ceramiche, questa cultura è nota per il suo ruolo nello sviluppo della scrittura cuneiforme. Le tavolette di argilla più antiche sono quelle di Uruk e sono datate al tardo quarto millennio a.C., leggermente prima della cultura di Gemdet Nasr. Al tempo di quest'ultima, la scrittura vide numerosi cambiamenti importanti. Originariamente consisteva in pittogrammi, ma al tempo della cultura di Gemdet Nasr si stavano già adottando disegni più semplici e astratti. Durante questo periodo la scrittura acquisì la sua caratteristica forma appuntita.
Nonostante il linguaggio in cui furono redatte le tavolette non è definibile con certezza, è generalmente ritenuto siano in sumero I testi riguardano per lo più argomenti di natura amministrativa, come per esempio il razionamento di cibo o inventari di oggetti e animali. Non compaiono testi come inni e liste di re, che divennero popolari nella storia successiva della Mesopotamia. Ci sono due diversi sistemi di conteggio: quello sessagesimale per animali e uomini, e bisessagesimale per oggetti come grano, formaggio e pesce Archivi contemporanei furono rinvenuti a Tell Uqair, Tell Khafajah e Uruk.

## Società
Gli edifici accentrati, le tavolette trattanti argomenti di natura amministrativa e i sigilli cilindrici dei siti della cultura di Gemdet Nasr indicano la natura organizzata degli insediamenti di questo periodo, con un'amministrazione centrale incaricata di regolare tutte le funzioni economiche del villaggio, dal razionamento di cibo alla gestione dell'agricoltura. L'economia primaria sembra essere di sussistenza, basata su agricoltura, pastorizia e commercio su piccola scala. Sono state rinvenute poche pietre preziose e oggetti esotici nei siti del periodo. Tuttavia, l'omogeneità delle ceramiche delle pianure della Mesopotamia meridionale indicano contatti frequenti e commercio fra i villaggi. Questa convinzione è rafforzata dal ritrovamento di un sigillo a Gemdet Nasr che indica un gruppo di città identificabili, tra le quali Ur, Uruk e Larsa.